# 2e British Academy Film Awards
De 2e British Academy Film Awards of BAFTA Awards werden uitgereikt op 29 mei 1949 voor de films uit 1948. Dit jaar werden aan de categorieën Beste Film en Beste Britse Film ook Beste Documentaire, de VN Award en de Special Award toegevoegd.

## Winnaars en genomineerden

### Beste Film
Hamlet
- The Fallen Idol
- Naked City
- Crossfire
- Paisà (Paisan)
- Monsieur Vincent
- Quattro passi fra le nuvole (Vier stappen in de wolken)

### Beste Britse film
The Fallen Idol
- Hamlet
- Oliver Twist
- Once a Jolly Swagman
- The Red Shoes
- Scott of the Antarctic
- The Small Voice

### Beste Documentaire
Louisiana Story
- Farrebique
- Three Dawns to Sydney
- Those Blasted Kids
- Shadow of the Ruhr
- Is Everybody Listening?

### VNAward
- Hungry Minds
- Atomic Physics
- The Winslow Boy

### Special Award
Atomic Physics
- Norman McClaren Abstract Reel
- Bear that Got a Peacock's Tail
- Divided World
- Rubens
- The Cat's Concerto
- Your Children's Sleep
- Gandhi's Funeral (Paramount British Newsreel)